# Clap!
Clap!は、2016年7月1日からFM長野で放送されているラジオ番組。

## 概要
この時間帯は、2008年9月まで月曜から金曜を通して『Oasis 79.7』が放送されていたが、2008年10月の改編で金曜のみ放送時間を拡大し、新番組の『GOOD MORNING RADIO!』になった。2016年7月の改編で同番組が終了したことから、後継番組の『Clap!』が放送された。

## 放送時間
- 金曜 7:30 - 10:49

## 出演者
- 高寺直美

## 主なコーナー
2023年4月現在
- 7:37 - clap！ Pick up NEWS
- 7:41 - song of the season
- 7:46 - clap！ Pick up NEWS
- 7:50 - clap！ Traffic & Weather
- 8:00 ONE MORNING
  - 8:00 SUZUKI TODAY'S KEY NUMBER
  - 8:09 ルートインホテルズ 今日のスポーツ
  - 8:10 NEW TREND ONE
- 8:24 - 古今東西 前向きwords
- 8:28 - clap！天気予報
- 8:35 - LEA’ Garden
- 8:43 - clap！ Pick up NEWS
- 8:46 - clap！交通情報
- 8:55 - FM長野ニュース(JFNニュース)
- 9:04 - エンタメ・パンフ
- 9:21 - clap！交通情報
- 9:27 - Check！ Topic
- 9:36 - clap！天気予報
- 9:55 - JFNラジオショッピング
- 10:00 - Go！信州Sports
- 10:27 - clap！ Traffic & Weather